# Mount Camelot
Mount Camelot är ett berg i Antarktis. Det ligger i Östantarktis. Nya Zeeland gör anspråk på området. Toppen på Mount Camelot är 2 590 meter över havet.
Terrängen runt Mount Camelot är huvudsakligen kuperad, men åt nordväst är den platt. Mount Camelot är den högsta punkten i trakten. Trakten är obefolkad. Det finns inga samhällen i närheten. 